# 緣邊甲鱗雀鯛
緣邊甲鱗雀鯛，為鱸形目鱸亞目擬雀鯛科的其中一種，分布於中西太平洋印尼、巴布亞紐幾內亞及所羅門群島海域，深度1-10公尺，本魚背鰭硬棘3枚、背鰭軟條22枚;臀鰭硬棘3枚;臀鰭軟條13枚，體長可達4.9公分，棲息在珊瑚生長的淺水域，生活習性不明。

## 擴展閱讀
維基物種上的相關：緣邊甲鱗雀鯛